# Italiaans onderwijssysteem
Dit artikel geeft een overzicht van het Italiaanse onderwijssysteem.

## Eerste cyclus:Primo ciclo

### Lager onderwijs
Kinderen van zes tot en met elf jaar gaan naar de lagere school, in het Italiaans de scuola elementare. 
Het is verplicht kinderen in te schrijven voor de eerste klas als ze de leeftijd van zes jaar bereiken. Het onderwijs en de lesboeken zijn gratis. 
Binnen het basisonderwijs zijn twee modellen te onderscheiden met een verschillende organisatie:
Het modulair onderwijs met een lesrooster van zevenentwintig of dertig uur per week en scholen met een volledig lesrooster van veertig uur per week.
Een onderwijsinstelling geniet van de vrijheid om het onderwijs zelf in te richten. Wel moeten de landelijke algemene doelstellingen gehandhaafd worden. 
Het aantal leerlingen per klas mag niet groter zijn dan vijfentwintig en niet minder dan tien. Op sommige basisscholen is een schooluniform nog verplicht, maar de meeste scholen maken er geen gebruik van. 
Ook in het basisonderwijs zijn er staatsscholen en private scholen te onderscheiden.
Op het einde van het lager onderwijs stromen de leerlingen automatisch door naar het lager secundair onderwijs.

### Lager secundair onderwijs
Vanaf de leeftijd van elf jaar tot en met de leeftijd van veertien jaar gaan kinderen naar de eerste graad van het secundair onderwijs, de scuola secondaria di primo grado. Dit onderwijs is ook verplicht en kosteloos. Het onderwijs op de primo grado heeft een oriënterend en vormend karakter. Hierna wordt een keuze gemaakt voor het vervolgonderwijs; ‘de tweede graad’.
Kinderen kunnen kiezen tussen een normaal lesrooster met dertig lesuren per week, verdeeld over de ochtenden van zes dagen of een verlengd rooster met zesendertig tot veertig lesuren per week. Leerlingen met een dergelijk lesrooster moeten ook in de middag naar school.
Bij een keuze voor een verlengde schooldag kunnen de lessen als volgt worden ingedeeld:
- Italiaans, geschiedenis, maatschappijleer en aardrijkskunde: 4 uur per week
- Vreemde taal: 2 uur per week
- Wiskunde en natuurkunde: 2 uur per week
- Kunst, muziek en lichamelijke opvoeding: 2 uur per week

Op het einde van het lager secundair onderwijs nemen de leerlingen verplicht deel aan een eindexamen om te kunnen doorstromen naar de tweede cyclus.

## Tweede cyclus:Secondo ciclo
Vanaf veertien tot en met negentien jaar komen de jongeren terecht in het het secundair onderwijs van de tweede graad, in het Italiaans de scuola secondaria di secondo grado. Het hoger secundair onderwijs is in te delen in verschillende soorten scholen: Licei, Istituti tecnici en Istituti Professionali.

### Hoger algemeen voortgezet onderwijs:Licei
De Licei vormen het Voortgezet Onderwijs op het hoogste intellectuele niveau (vgl. ASO in België). Een diploma van een liceo biedt de beste garantie voor een geslaagde studie op de universiteit. De Licei zijn onderverdeeld in zes kennisgebieden: het Liceo classico (Latijn en Grieks), het Liceo scientifico (Wetenschappen), het Liceo linguistico (Talen), het Liceo delle scienze umane (Humane Wetenschappen), het Liceo artistico (Kunst) en het Liceo musicale e coreutico (Muziek en Dans).
Daarnaast zijn er nog de Istituti tecnici (Technische Scholen) en de Istituti Professionali (Beroepsscholen).
- De leerlingen van het Liceo classico volgen Latijn en Grieks, waarbij de wetenschappelijke vakken minder worden uitgediept.

- Bij het Liceo scientifico ligt de nadruk op de wetenschappelijke vakken. De leerlingen krijgen ook Latijn en hebben de mogelijkheid tot specialisatie in de toegepaste wetenschappen.

- Bij het Liceo linguistico ligt de nadruk op vreemde talen. De leerlingen krijgen ook Latijn.

- Bij het Liceo delle scienze umane ligt de nadruk op sociale en pedagogische vakken en hebben de leerlingen de mogelijkheid om te specialiseren in socio-economische vakken.

- Aan het Liceo artistico kan de leerling kiezen uit beeldende kunsten, architectuur, design, audiovisuele en multimediale kunsten, grafische kunsten enscenografie.

- Aan het Liceo musicale e coreutico worden muziek en dans gegeven.

### Technisch en beroepsonderwijs:Istituti Tecnici e Professionali
Het technisch onderwijs is in Italië duidelijk te onderscheiden van het beroepsonderwijs. Algemeen gesteld, is technisch onderwijs (Istituti Tecnici) meer algemeen vormend en theoretisch gericht. Beroepsonderwijs (Istituti Professionali) staat dichter bij de directe eisen van de arbeidsmarkt. Het technisch onderwijs duurt vijf jaar. Beroepsopleidingen zijn meestal driejarig maar kunnen in sommige gevallen ook vijfjarig zijn. Een schoolweek in het technisch onderwijs heeft een variabele duur van 30 tot 40 uur. De flexibiliteit is nog groter in het beroepsonderwijs waar slechts typeprogramma’s bestaan, die naar de omstandigheden worden aangepast. Meestal organiseert het beroepsonderwijs 40 lesuren van 60 minuten per week. Dit kan uiteindelijk variëren van 32 tot 47 uur per week.

### Staatsexamen:Esame di Maturità
Op het einde van de tweede cyclus zijn de leerlingen verplicht een staatsexamen af te leggen, dat in het Italiaans voluit het esame di stato conclusivo dei corsi di studio di istruzione secondaria superiore (eindexamen van de cursussen van het hoger secundair onderwijs), of kortweg het esame di maturità (maturiteitsexamen) wordt genoemd.

## Universiteit

Logo van de Universiteit van Bologna

In Italië zijn vele universiteiten te vinden. De oudste christelijke universiteit van Europa is er zelfs gevestigd. In Bologna is in 1088 de Università di Bologna opgericht. Als een van Europa’s oudste heeft de universiteit het motto Alma Mater Studiorum. Dit kan worden vertaald als Voedende Moeder der Studies. Na de oprichting van de universiteit van Bologna zijn er nog vele andere universiteiten opgericht. Zo zijn er nu 60 rijksuniversiteiten en 20 vrije universiteiten.
Voor alle universiteiten in Italië zie: Lijst van universiteiten#Italië

### Universitair systeem
In het universitair systeem van Italië bestaan verschillende soorten Bachelors en Masters. De Masters kunnen aan universiteiten en bij particuliere instellingen worden gevolgd. 
- Laurea: Een academische graad, die te vergelijken is met de Bachelor. Het behalen van de Laurea duurt drie jaar, waarbij het verplicht is om ten minste één vreemde taal te volgen. Gedurende deze drie jaar moeten studenten minimaal 180 European Credits (studiepunten) behalen, waar een Europese richtlijn voor is, namelijk het European Credit Transfer System.
- Master di primo livello: Master van het eerste niveau. Na het behalen van de Laurea kan men beginnen aan deze Master. Deze Master is bedoeld om specifieke deskundigheid te verkrijgen.
- Laurea specialistica: Ook wel Laurea di secondo livello genoemd (Laurea van het tweede niveau). Na het behalen van de Laurea kan men zich specialiseren in bepaalde onderwerpen. Na het kiezen van een bepaalde specialisatie moeten er 120 European Credits behaald worden in twee jaar tijd. Samen met de Credits van de Laurea komt het totaal dan op 300, wat kenmerkend is voor de Laurea specialistica.
- Laurea specialistica a ciclo unico: Met deze term worden studies bedoeld waar meer dan drie jaar voor nodig zijn om een graad in te behalen. Voorbeelden hiervan zijn geneeskunde, diergeneeskunde, rechtsgeleerdheid etcetera. Bij deze studies behaalt men pas een titel na 5 of 6 jaar studeren.
- Master di secondo livello: Master van het tweede niveau. Deze Master volgt op de Laurea specialistica. In deze Master wordt dieper ingegaan op de specialisaties om een uiterste deskundigheid te verkrijgen, die geschikt is voor de arbeidsmarkt.

### Universitaire statistieken
L’Istituto nazionale di statistica (ISTAT), het Italiaanse Centraal Bureau voor de Statistiek, publiceert alle universitaire gegevens. De laatste cijfers zijn van het studiejaar 2007-2008. In dit jaar begonnen 307.146 studenten aan een nieuwe studie.
Onderstaande tabel geeft het percentage nieuwe studenten per studie aan.
| Sector                      | Percentage | Sector      | Percentage |
| --------------------------- | ---------- | ----------- | ---------- |
| Natuurwetenschap / Wiskunde | 3.3        | Politiek    | 11.3       |
| Chemie / Farmacie           | 4.8        | Rechten     | 10.5       |
| Geologie / Biologie         | 5.5        | Literatuur  | 7.8        |
| Medisch                     | 8.6        | Taalkunde   | 5.6        |
| Technisch                   | 10.2       | Onderwijs   | 5.1        |
| Architectuur                | 5.0        | Psychologie | 3.2        |
| Agrarisch                   | 2.2        | Natuurkunde | 2.0        |
| Economie                    | 14.7       | Defensie    | 0.1        |

De meest populaire zijn de economische, politieke, rechten en technische studies. Het minst populair zijn defensie en agrarische en natuurkundige studies.
In vergelijking met voorgaande jaren groeien het aantal studenten flink in de natuurkunde en chemie/farmacie sectoren. Het aantal studenten neemt juist af in de defensie en de medische, onderwijs en politieke sectoren.
De Laurea is verreweg het populairst in vergelijking met de studies waarvoor meer dan drie jaar nodig is om een graad te krijgen. 83.4 procent van de studenten kiest voor een driejarige studie.
De meerderheid van de studenten is vrouw, namelijk 56.4%. Vooral bij de onderwijs en psychologische studies zijn de vrouwen ruim in de meerderheid, respectievelijk 91% en 81.9%.
Mannelijke studenten zijn vooral in de meerderheid bij defensie en bij natuurwetenschappelijk en technische studies.
De faculteiten van de Natuurwetenschappen en Psychologie hebben de meeste studenten per docent, respectievelijk 66 en 65 studenten per docent. De faculteiten van Chemie en Geneeskunde hebben de minste studenten per docent, respectievelijk 4 en 12 studenten per docent.
Een ruime meerderheid van 62.8% van de studenten doet er langer over dan drie jaar om de Laurea te behalen. 17.6% van de studenten stopt in het eerste jaar van hun studie.